# Kallang-Paya Lebar Expressway

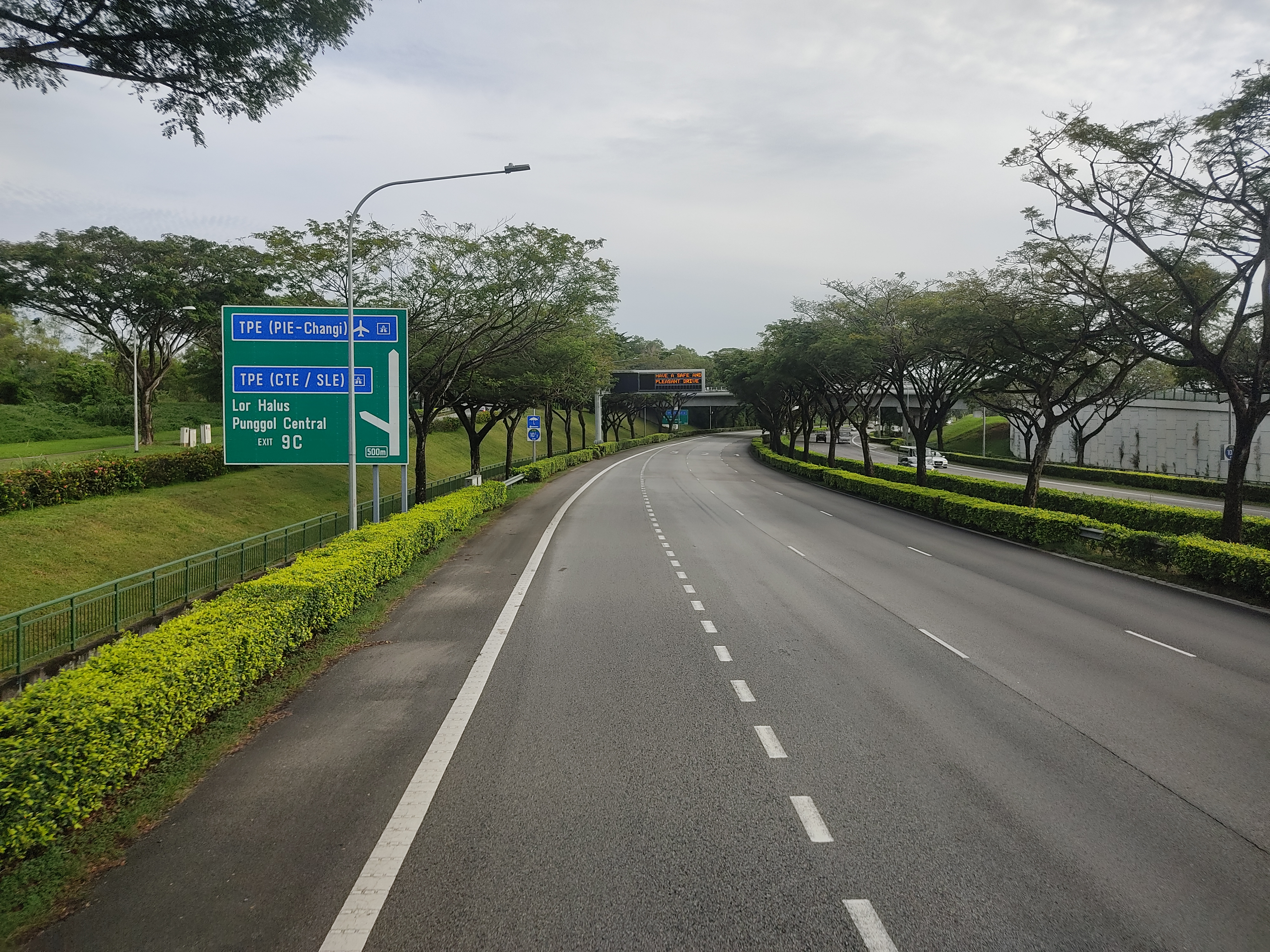

De Kallang–Paya Lebar Expressway (KPE) (Maleis: Lebuhraya Kallang-Paya Lebar , Chinees: 加冷－巴耶利峇高速公路, Tamil: கலாங்-பாயலேபார் விரைவுச்சாலை) is een autosnelweg in Singapore. De snelweg is 12 kilometer lang en werd afgewerkt in 2008.
Pan Island Expressway ·
Ayer Rajah Expressway ·
North-South Corridor ·
East Coast Parkway ·
Central Expressway ·
Tampines Expressway ·
Kallang-Paya Lebar Expressway ·
Seletar Expressway ·
Bukit Timah Expressway ·
Kranji Expressway ·
Marina Coastal Expressway ·